# Александр III (патриарх Антиохийский)
Патриарх Александр III Тахан (9 мая 1869, Дамаск — 17 июня 1958, Дамаск) — епископ Антиохийской православной церкви, патриарх Антиохийский и всего Востока (31 января 1931 — 17 июня 1958).

## Биография
Обучался в Дамаске в Патриаршей школе, где обнаружил незаурядные способности и обратил на себя внимание патриаршего архидиакона Афанасия.
12 мая 1886 года пострижен в монахи. В 1894 году по окончании Халкинской богословской школы возвратился в Сирию, шесть лет преподавал в школах Хашской (Эмесской) митрополии.
С сентября 1897 по апрель 1900 года учился в Киевской духовной академии.
20 апреля 1900 года патриархом Мелетием II был рукоположён в сан иерея.
В 1900 году иеродиакон Александр был вызван в Дамаск, рукоположён Патриархом в сан иеромонаха и затем направлен в Москву для управления Антиохийским подворьем.
В звании настоятеля подворья иеромонах Александр оставался в течение трёх лет и за это время успел развить весьма плодотворную деятельность, которая отмечена была в официальном органе Святейшего синода — «Церковных ведомостях».
В 1902 году возведён в сан игумена. В 1903 году митрополитом Московским Владимиром (Богоявленским) был возведён в сан архимандрита.
30 ноября 1903 году хиротонисан во епископа Тарского и Аданского с возведением в сан митрополита.
21 января 1908 года был переведён на Триполийскую митрополию.
В 1913 году сопровождал патриарха Антиохийского Григория IV в ходе его визита в Россию по случаю 300-летия дома Романовых.
В декабре 1928 году умер патриарх Григорий IV. На выборах его преемника семеро архиереев высказались в пользу митрополита Латакийского Арсения, в то время как голосами четверых архиереев и представителей православных общин был избран митрополит Триполийский Александр, интронизация которого была совершена в Патриаршем соборе Дамаска. Возникшее противостояние вызвало беспокойство Константинопольского, Александрийского и Иерусалимского патриархатов, представители которых составили тройственную согласительную комиссию; уладить конфликт стремилась и Франция, под мандатом которой находилась в то время Сирия. После того как в 1931 году умер митрополит Арсений, митрополит Александр был признан всеми в качестве Патриарха.
В 1943 году приветствовал избрание патриарха Московского Сергия, сделал пожертвование на воинов Красной армии.
В феврале 1945 года присутствовал на интронизации патриарха Московского Алексия I. Впоследствии неоднократно приезжал в СССР. Согласно опубликованным документам Совета по делам РПЦ, регулярно получал денежное пособие из СССР в сумме 20 тысяч американских долларов, ежегодно переводимых под видом доходов подворья в Москве.
В июле 1950 года удостоен степени доктора богословия Московской духовной академии.
31 мая 1958 года благословил митрополита Северной Америки Антония (Башир) создать приходы западного обряда в его архиепископии.
При нём было воздвигнуто и отреставрировано множество храмов, в том числе патриарший кафедральный собор; обустраивались богоугодные заведения, школы и патриаршие монастыри. Особое внимание он уделял подготовке образованных священнослужителей: студентов посылали изучать богословие в Халкинскую богословскую школу, богословский факультет Афинского университета и Парижский Сергиевский институт, публиковалось большое количество книг.
Скончался 17 июня 1958 года в Дамаске.